# Galanga
Pour les articles homonymes, voir Galanga (homonymie).
Le galanga  est une épice issue du rhizome de plusieurs plantes à fleurs de la famille des Zingiberacées. On le consomme frais et pelé, mais aussi séché, entier, en tranches ou en poudre. Son utilisation est sensiblement la même que celle du gingembre.
Au niveau botanique, on distingue le petit galanga (Alpinia officinarum), originaire du Sud de la Chine, le grand galanga (Alpinia galanga), originaire du sud-est asiatique, et le galanga léger (Alpinia speciosa syn.) qui provient de l'archipel de l'Est, dans le sud-est de l'Inde ; c'est celui dont l'arôme est la plus proche du gingembre. De ces trois variétés, le galanga léger est le plus courant et le plus facile à se procurer. D'autres membres du genre Alpinia font localement l'objet d'une utilisation similaire. De « faux galangas », Kaempferia galanga et Boesenbergia rotunda, au goût semblable mais moins aromatiques, sont vendus comme étant l'épice.

## Botanique
Le galanga est principalement issu de deux plantes :
- Alpinia officinarum - Petit galanga[2], Galanga de Chine[3], Galanga officinal[3], Galanga mineur[4], Gingembre doux[5] - originaire du Sud de la Chine et cultivé en Asie et aux Antilles[5] ;
- Alpinia galanga - Grand galanga[2] - originaire d'Asie du Sud-Est (Indonésie ou Malaisie) et cultivé dans ces pays, ainsi qu'au Japon et aux Philippines[5].

D'autres espèces du genre Alpinia, bien que moins connues, sont cultivées pour une utilisation similaire, notamment :
- Alpinia zerumbet - Galanga clair, Gingembre coquille - originaire de Birmanie et du nord-est de l'Inde, et également cultivé en Malaisie[5] ;
- Alpinia caerulea - Gingembre indigène - endémique d'Australie[5].

Deux plantes non apparentées de la famille des Zingibéracées, dont le rhizome est utilisé comme épice, sont souvent confondues (volontairement ou non) avec le petit galanga :
- Kaempferia galanga - Faux galanga, Galanga camphré[6], Galanga chinois[5] - originaire d'Inde, cultivé à Java, aux Philippines et au Soudan[5] ;
- Boesenbergia rotunda (syn. Kaempferia rotunda) - Faux galanga, Galanga camphré[6], gingembre chinois[5] - originaire d'Indonésie, cultivé en Chine et en Asie du Sud-Est[5].

## Histoire
Le galanga est utilisé depuis l'Antiquité, tant en médecine qu'en cuisine. Plutarque le mentionne comme l'un des seize ingrédients du kyphi, un encens que les Égyptiens faisaient brûler à des fins rituelles et médicinales.

## Utilisations

### Cuisine
Le galanga est utilisé dans les cuisines asiatiques traditionnelles, par exemple dans les soupes thaï et lao tom yam et tom kha gai, dans la cuisine vietnamienne de Huế et dans la cuisine indonésienne (soto)[réf. nécessaire].